# Foreign white
Vous lisez un « article de qualité » labellisé en 2012.
Le foreign white, parfois traduit en étranger blanc, est une variété de coloration du siamois ou de l'oriental shorthair. Il est considéré comme une race de chats par le Governing Council of the Cat Fancy (GCCF) et l'Australian Cat Federation (ACF). Le foreign white se caractérise par son corps longiligne, son visage en forme de triangle, sa robe uniformément blanche et ses yeux bleu profond.
Au cours des années 1960, l'introduction de nouvelles couleurs dans le standard du siamois a pour conséquence la naissance de sujets de couleur entièrement unie. Le foreign white est né d'un programme d'élevage visant à créer un siamois entièrement blanc et est reconnu par le Governing Council of the Cat Fancy (GCCF) en 1977. Initialement, chaque couleur de « siamois uni » est devenue une race, toutefois les fédérations ont vite compris qu'il n'était pas viable de continuer sur un tel modèle et fondirent l'ensemble des races unies en une seule : l'oriental shorthair. Le GCCF décida cependant que le foreign white formait une race à part entière. Elle est, en 2012, la seule fédération avec The Australian Cat Federation (ACF) à en reconnaître l'existence.
La robe blanche du foreign white est induite par le gène W, le « blanc dominant ». Ce gène favorise l'apparition de la surdité sur les chats blancs aux yeux bleus. Cette contrainte d'élevage conduit les éleveurs de foreign white à croiser systématiquement leurs sujets avec des siamois et à éviter les reproductions avec les couleurs rousses et le patron tabby.

## Historique

### Des origines de siamois
Au début de l'élevage du siamois, la race accepte tous les patrons. Dans les années 1920, les clubs d'élevage du siamois en Grande-Bretagne décident de se concentrer uniquement sur le colourpoint et les autres variétés de couleurs ont commencé à disparaître. Après la Seconde Guerre mondiale, les programmes d'élevage visant à introduire la couleur chocolat ont pour conséquence la réapparition du patron uni.
Initialement, chaque nouvelle couleur solide est devenue une nouvelle race, : le Chestnut brown foreign, de couleur uni chocolat, est la première race reconnue par la GCCF en 1958, suivi du Lavender, de couleur unie lilas puis du foreign white qui est la troisième race reconnue.

### Premier programme d'élevage

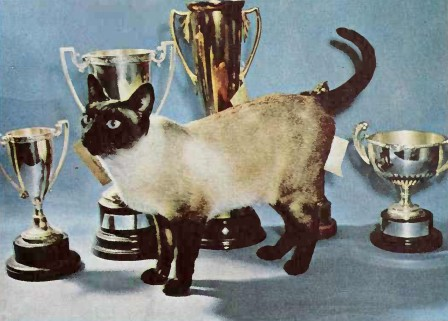
Des siamois seal point semblables à ce sujet des années 1960 ont été utilisés pour le programme d'élevage.

Le foreign white naît en 1962 de trois programmes d'élevage menés par l'Irlandaise Elizabeth Flack et les Anglais Brian Stirling-Webb et Pat Turner,. La paternité du foreign white est cependant généralement attribuée à Pat Turner, qui a eu l'idée du foreign white en regardant une photographie surexposée de siamois lilas dont le corps entier paraissait blanc, hormis le regard bleu.
Le programme de sélection se base sur des siamois particulièrement bien typés avec une ossature fine, de préférence de couleur seal point afin d'obtenir des yeux de couleur bleu profond, et des chats de gouttière blanc, aux yeux bleus ou jaunes. La lignée irlandaise est commencée à partir de siamois roux et de chats de gouttière blancs, mais ces croisements sont finalement abandonnés lorsqu'il devint évident que la combinaison entre l'allèle O, responsable de la couleur rousse et l'allèle W, responsable de la couleur blanche favorise l'apparition de la surdité.
Pat Turner introduit une sélection fondée sur six générations afin d'obtenir le foreign white conformément aux critères de la GCCF :
- un gouttière blanc et un siamois seal point sont croisés. De la portée obtenue, seuls les chatons blancs aux yeux jaunes sont choisis comme génération F1 ;
- les chats F1 sont croisés avec un siamois seal point. Seuls les chatons blancs aux yeux jaunes sont choisis pour la génération F2 ;
- les chats F2, F3 et F4 sont croisés avec des siamois seal point. Seuls les chatons blancs aux yeux jaunes ou verts sont conservés pour les croisements futurs ;
- les chats F5 croisés avec un siamois seal point donnent la sixième portée de chatons, uniquement composées de siamois et de foreign white.

En 1965, la société du chat étranger blanc (Foreign White Cat Society) est fondée par huit éleveurs afin de promouvoir et de développer cette nouvelle race. La difficulté principale de l'élevage du foreign white est de stériliser les sujets atteints de surdité ; cette anomalie ayant tendance à réapparaître lorsque les foreign white sont croisés entre eux. Dans les années 1970, deux programmes d'élevage sont entrepris aux Pays-Bas, suivi d'un programme en Allemagne, à partir de siamois et de chats blancs aux yeux jaunes ; les premiers sujets anglais sont importés aux Pays-Bas en 1972.
En juin 1977, le foreign white est pleinement reconnu par le GCCF et la femelle Scintilla Jou-Lin est la première à obtenir le titre de Champion en novembre de la même année. Ryanna Everest est le premier champion mâle,. De nombreux sujets furent récompensés par l'obtention d'un Best in show, la plus haute récompense en exposition féline.

### La création de l'oriental shorthair et la «survie» du foreign white

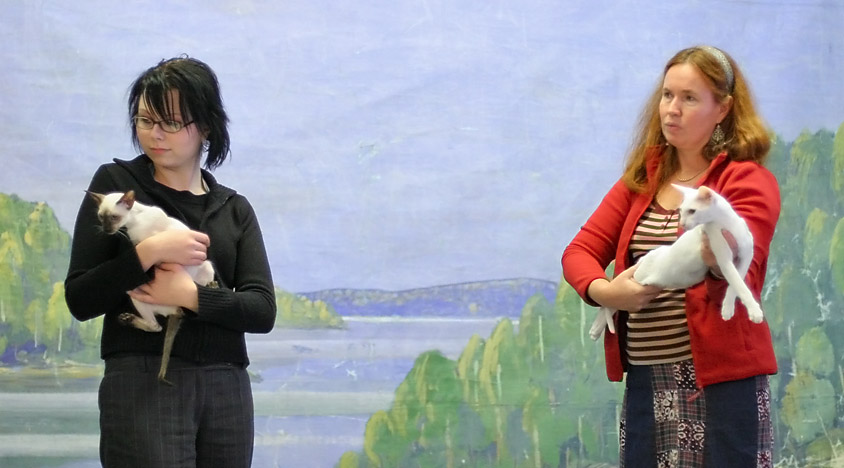
Ce foreign white concourt comme un siamois blanc (code SIA w 67) lors de cette exposition FIFé.

Les éleveurs s'aperçoivent rapidement qu'il n'est pas réaliste de continuer sur le modèle « une couleur, une race », étant donné l'important nombre de couleurs de robe existant chez le chat,. Au Royaume-Uni, il est décidé de scinder la race siamoise en plusieurs races :
- les sujets colourpoint sont des siamois ;
- les sujets solides chocolats des Chestnut brown foreign ou Havana. Importée aux États-Unis, cette race a donné naissance au havana brown[12] ;
- les foreigns[Note 5] représentent les couleurs solides qui ne sont pas chocolat et comprennent le foreign white ;
- l'oriental shorthair contient toutes les autres couleurs.

Outre-Atlantique, les Américains adoptent une classification plus simple en deux races  : le siamois, chat colourpoint, et l'oriental shorthair, contenant toutes les autres couleurs. Le Governing Council of the Cat Fancy (GCCF) harmonise sa classification avec celles des États-Unis à partir de 1991… hormis pour le foreign white, qui reste une race à part entière. Lors de l'harmonisation Foreign/Oriental de la GCCF, les éleveurs de foreign white parviennent à convaincre leur fédération de conserver la race.
Le foreign white est reconnu par le Governing Council of the Cat Fancy (GCCF) et The Australian Cat Federation (ACF). Les autres fédérations le considèrent comme un oriental ou un siamois, cependant des éleveurs souhaitent régulièrement que l'oriental blanc aux yeux bleus soit reconnu autrement que les autres orientaux. Le foreign white peut éventuellement concourir dans d'autres fédérations sous des appellations différentes ; par exemple le mâle foreign white nommé Lebreton Prince Akanosh a concouru en exposition féline comme un siamois blanc aux yeux bleus sous une codification de la Fédération internationale féline (FIFé) ou un oriental blanc sous une codification de The International Cat Association (TICA).

## Standard

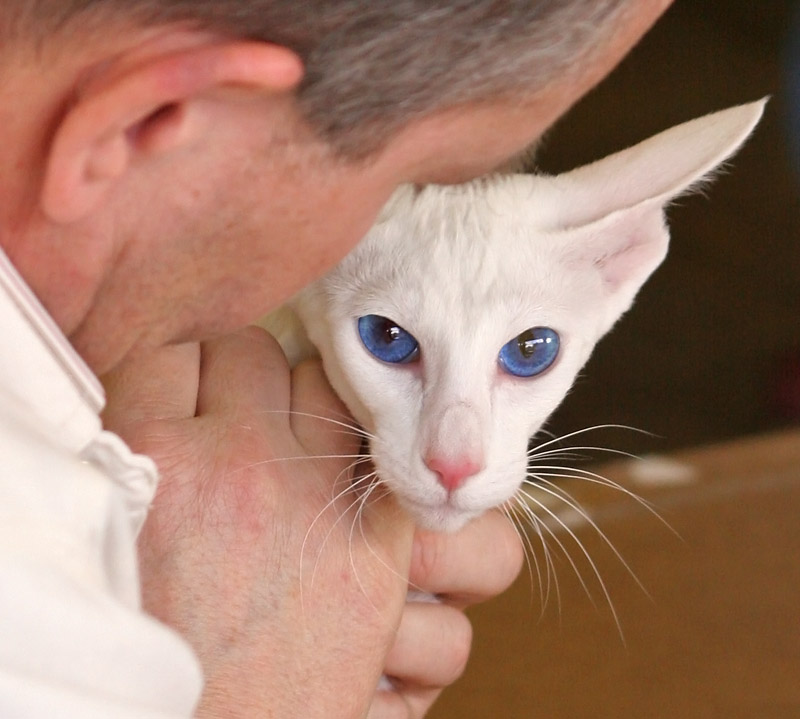
Les yeux du foreign white doivent être de couleur bleu profond, comme ceux de cette femelle concourant en tant que siamois blanc.

Le foreign white doit donner l'impression d'un chat alerte et intelligent. La face est de forme triangulaire. Les oreilles sont grandes, larges à la base et très espacées l'une de l'autre, formant une continuité avec le triangle du visage. Le profil est long et droit, le menton est fort, une mâchoire inférieure non alignée avec la mâchoire supérieure est une faute éliminatoire en exposition. Les yeux en amande sont inclinés pour rester en harmonie avec la forme du visage, la forme est semblable à celle de l'oriental. Les yeux sont bleus profonds, brillants et sans protubérance ni strabisme, qui est une faute éliminatoire en compétition.
Le corps est longiligne, d'apparence gracieuse. Un foreign white pèse entre 4,5 et 5,5 kilos. La queue est fine même à la base ; elle ne doit pas former d'anneaux. Les pattes sont hautes et fines avec de petits pieds ovales,. La fourrure est courte, lustrée et près du corps. Le blanc est uniforme sans trace de couleur. Le nez et les coussinets sont roses. L'ACF accepte la variété à poil mi-long, qui doit avoir le poil soyeux et fin, sans trace de sous-poil. La présence de taches colorées sur la tête est tolérée chez le chaton.
Les mariages avec les autres races sont interdits par le GCCF.
| Fédérations | Tête et oreilles | Emplacement et forme des yeux | Corps | Pattes et pieds | Queue | Couleur des yeux | Couleur de la robe | Texture et longueur du poil | Condition |
| ----------- | ---------------- | ----------------------------- | ----- | --------------- | ----- | ---------------- | ------------------ | --------------------------- | --------- |
| ACF         | 25               | 25                            | 25    | 25              | 25    | 15               | 20                 | 10                          | 5         |
| GCCF        | 20               | 5                             | 15    | 10              | 10    | 15               | 15                 | 10                          | 0         |

## Caractère
Les traits de caractère ne sont pas décrits dans les standards et constituent des tempéraments généralement observés chez la race. Le tempérament du foreign white ne différerait pas de celui du siamois. Selon le Workgroup Foreign White, cette race est intelligente et très bavarde ; très joueur, le foreign white est également un chat qui s'attache à son maître. Le GCCF décrit la race comme sociable, intelligente et confiante. Il aimerait notamment le contact humain et participerait volontiers à des jeux.

## Liens avec les autres races

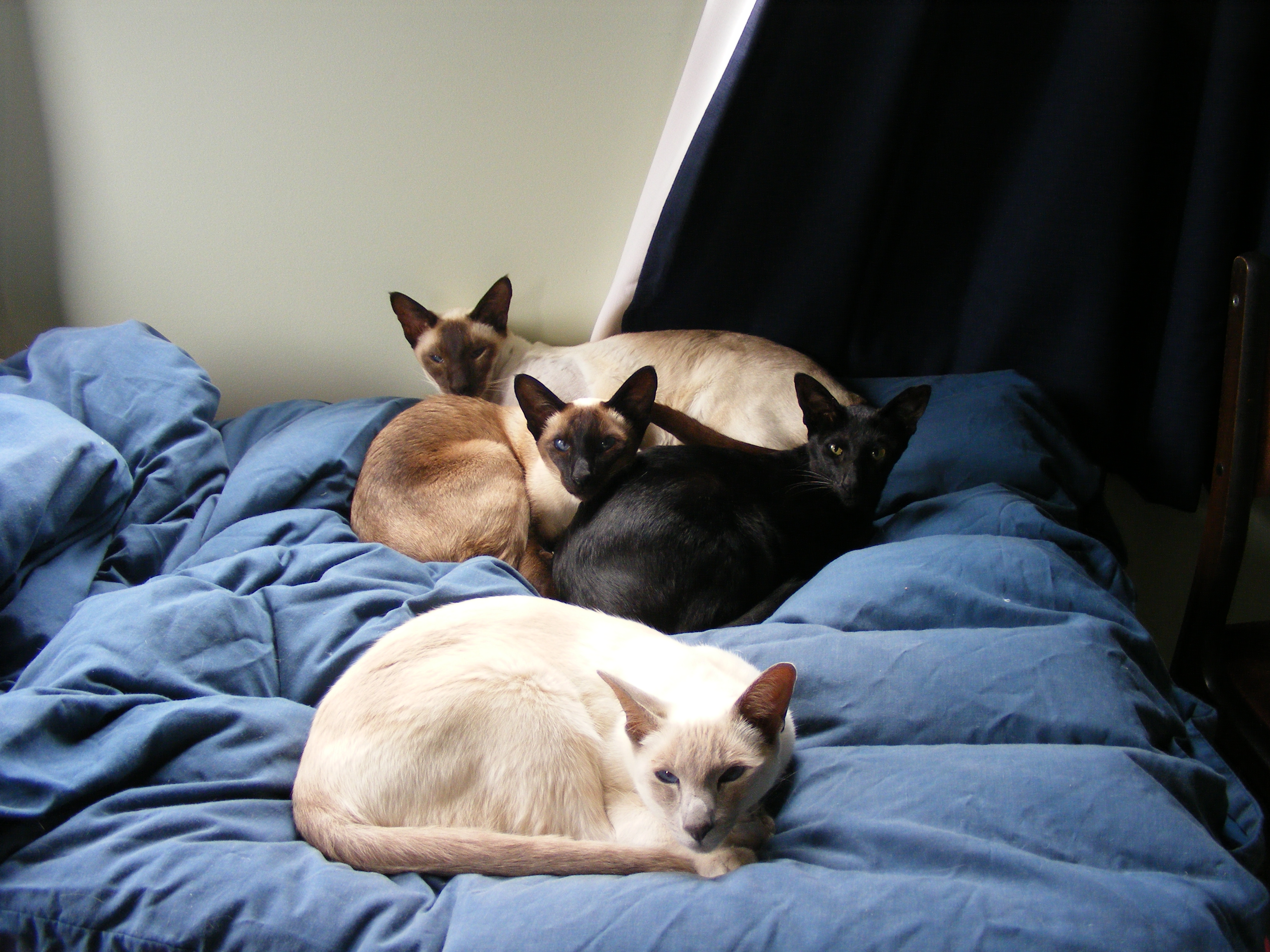
Le foreign white est lié aux races siamoise (ici, trois sujets) et oriental shorthair (un sujet noir).

Le foreign white est fortement lié avec le siamois et l'oriental shorthair. Le foreign white étant reconnu par seulement deux fédérations félines, les autres le considèrent comme une variété de coloration du siamois ou de l'oriental. Historiquement, la présence du gène blanc dominant a notamment contribué aux développements de toutes les couleurs de l'oriental et de nombreux havana brown ont un foreign white en ascendant. Le GCCF le classe actuellement dans la section des orientaux, bien que celui-ci soit formellement un siamois dont la robe est masquée par le gène blanc dominant.

## Élevage

### Génétique

#### La robe «blanc dominant»

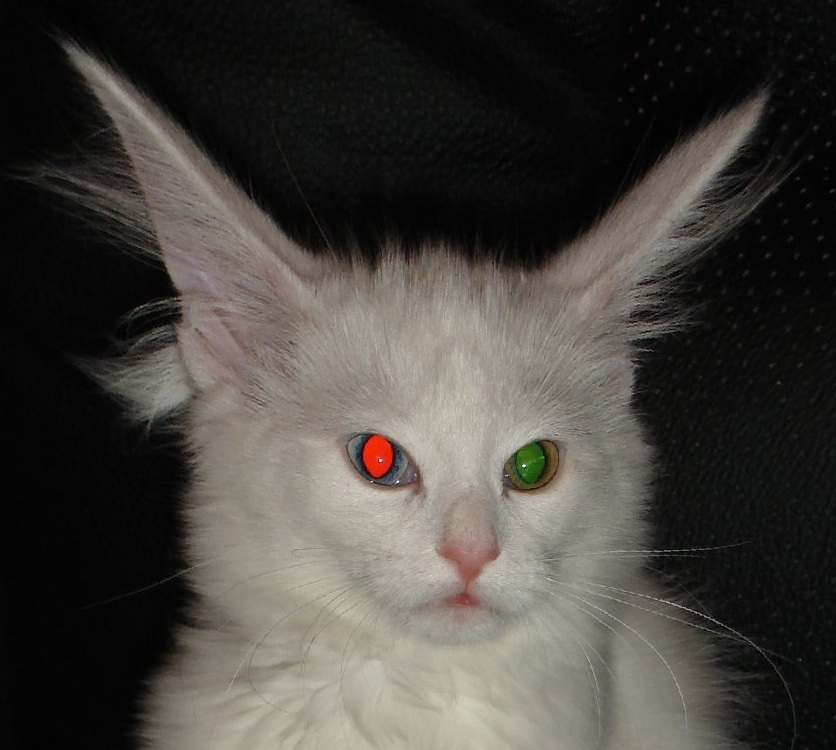
Exemple d'un chat blanc aux yeux vairons. L'œil bleu présente une pupille rouge, démontrant l'absence de tapetum lucidum.

Le foreign white est porteur de l'allèle W. L’allèle W est dominant et épistatique : quel que soit le patrimoine génétique du chat, l'action de l'allèle W conduit à une robe entièrement blanche. Certains chatons naissent blancs avec une tache sur la tête qui disparaîtra en grandissant.
La surdité des chats blancs aux yeux bleus est peut-être le désordre neurologique chez l'animal le plus connu par le grand public. Décrit depuis le début du XIXe siècle, le phénomène est lié au gène W ; il est souvent désigné comme le syndrome de Waardenburg. Cette surdité est à pénétrance incomplète : l'anomalie génétique peut en effet atteindre une ou deux oreilles, voire ne pas s'exprimer selon les individus. Selon plusieurs études menées sur des chats blancs de gouttière ou de race, environ 50 % sont sourds d'une ou des deux oreilles. Pour un chat blanc aux yeux vairons, l'oreille atteinte de surdité est toujours celle du côté de l'œil bleu, qui par ailleurs comporte un défaut du tapetum lucidum,.
Il est possible de vérifier l’audition de son chat en réalisant un test BAER (Brainstem auditory evoked response). Cette auscultation consiste à lui placer des électrodes sur le crâne qui permettent de mesurer l'activité du cerveau. Un casque audio transmet des sons à l'une ou l'autre des oreilles. La méthode est indolore.

#### Des yeux de siamois
Toutefois, les promoteurs de la race affirment que le foreign white n'est pas atteint de surdité,. Selon la Foreign White Cat Society, le gène blanc dominant (gène W) n'est pas à l'origine de la couleur bleue des yeux  : il s'agit de l'action du gène colourpoint, ce qui explique l'absence de surdité pour cette race. L'hypothèse selon laquelle le gène colourpoint a une action inhibitrice sur la surdité du chat blanc aux yeux bleus a été formulée mais jamais prouvée ; elle repose sur l'observation que les chats de race sont légèrement moins sujets à la surdité que les chats de gouttière.
La pénétrance incomplète du gène W induit la réapparition aléatoire des yeux vairons. Il est recommandé de réaliser un contrôle par un vétérinaire de la présence du tapetum lucidum sur les deux yeux. L'examen peut être effectué au moyen d'un ophtalmoscope dès l'âge de quatre mois.

### Croisements à éviter
Les croisements entre foreign white ont tendance à faire réapparaître rapidement la surdité et une baisse de la fertilité. Aux Pays-Bas, sur vingt-deux naissances issues de croisements entre foreign white, deux chatons étaient mort-nés, trois étaient sourds, trois avaient une fissure palatine, un était stérile et un était sourd et hermaphrodite  : 45 % des chatons présentaient donc un problème de santé. Il est donc très fortement déconseillé de croiser les foreign white entre eux.
La race utilisée pour les croisements est le siamois. Au Royaume-Uni, le siamois sealpoint est le plus fréquemment utilisé en raison de la profondeur de son regard, que les éleveurs espèrent transmettre à la portée. Le bluepoint est également considéré comme un bon choix. Il faut cependant éviter de croiser le foreign white avec des redpoint et tortiepoint, la combinaison entre le gène W et le gène O responsable de la couleur rousse, ayant tendance à favoriser l'apparition de la surdité. Le croisement avec un tabbypoint est déconseillé car il peut faire apparaître des taches sur la robe.
Enfin, l'utilisation d'une autre race orientale, comme l'oriental shorthair est déconseillée parce qu'elle peut favoriser la réapparition du syndrome de Waardenburg.

### Entretien
Le foreign white est sensible au coup de soleil et doit être gardé à l'intérieur afin de la protéger d'une exposition prolongée aux UV. Un cas de cancer de la peau dû à des coups de soleil sur les oreilles est répertorié par l'Oriental Cat Breeder et cette association recommande l’utilisation de crème solaire à fort indice de protection si le chat doit sortir. Un brossage hebdomadaire avec un gant humide permet de garder sa fourrure douce et soyeuse.

### Santé
L'espérance de vie est de douze à seize ans. Le GCCF signale que la race peut être atteinte par les amyloïdoses.

### Notes

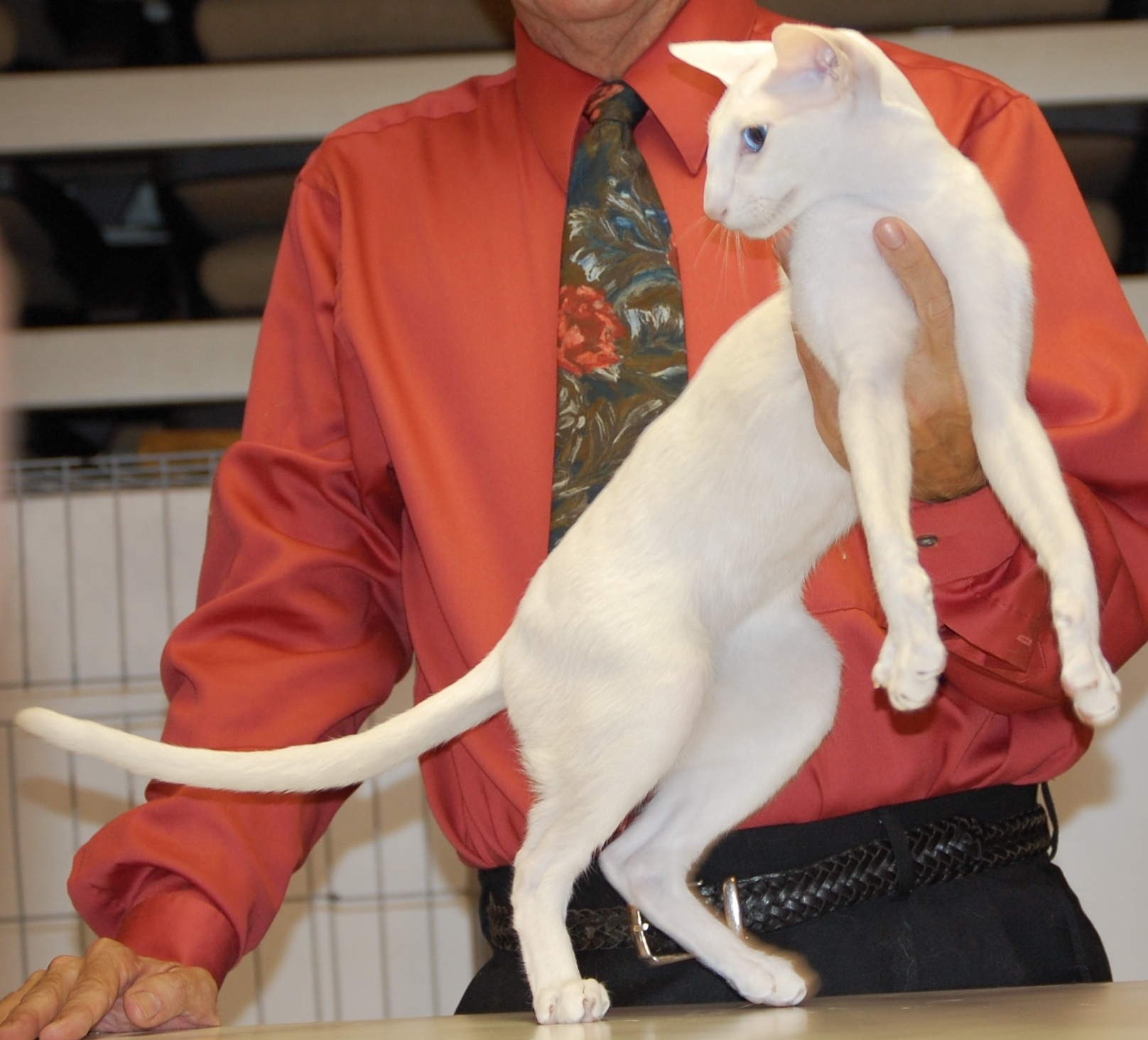
Sujet présenté en exposition féline à Fort Lauderdale.